# 利伯蒂鎮區 (堪薩斯州拉貝特縣)
利伯蒂鎮區（英語：Liberty Township）是位於美國堪薩斯州拉貝特縣的一個行政鎮區。

## 地方資料
利伯蒂鎮區的面積為94.82平方千米，當中陸地面積為93.69平方千米，而水域面積為1.13平方千米。根據2010年美國人口普查的數據，當地共有人口453人，而人口密度為每平方千米4.78人。

## 外部連結
- US-Counties.com
- City-Data.com （页面存档备份，存于）